# Coleraine (Noord-Ierland)
Coleraine (uit het Iers: Cúil Raithin (betekenis: "hoek met varens") is een middelgrote plaats in het graafschap Londonderry, Noord-Ierland, vlak bij de monding van de rivier de Bann, 88 km ten noordwesten van Belfast en 48 km ten oosten van Derry. De stad telt weliswaar slechts 24.042 inwoners (2001), maar is het voornaamste economische centrum van het noordwesten van Noord-Ierland.
De stad en regio zijn relatief welvarend; de onroerendgoedprijzen zijn zelfs het hoogst van Noord-Ierland. Coleraine heeft een aantrekkelijk centrum (uitverkoren tot best bewaarde binnenstad van Noord-Ierland in 2002) en een jachthaven, en het prestigieuze Riverside-theater is er gevestigd. 's Nachts is de stad relatief stil, aangezien het meeste nachtleven zich concentreert op het nabijgelegen kustgebied in de plaatsen Portrush en Portstewart.
De locatie van Coleraine aan de rivier de Bann, alwaar de rivier een kwart kilometer breed is, is indrukwekkend. Het stadsplein is genaamd 'The Diamond' en het stadhuis en de nabijgelegen St. Patrick's-kerk (Church of Ireland) liggen beide aan dit plein.
Ondanks een grote unionistische meerderheid zijn er over het algemeen goede betrekkingen tussen de gemeenschappen. In 2001 had 22,7% een katholieke en 73,5% een protestantse achtergrond.

## Geschiedenis
De stad was een van de twee steden die in het begin van de 17e eeuw door Londense ondernemingen (zogenaamde Livery companies) als volksplanting (Ulster Plantation) in het graafschap Londonderry waren uitgedacht. Het strakke stratenpatroon van het centrum van Coleraine is een erfenis van dit vroege voorbeeld van ruimtelijke ordening. Door de industrialisering en de uitbreiding van de binnenhaven in de 19e eeuw en verdere industriële ontwikkeling en de komst van de University of Ulster na de Tweede Wereldoorlog is Coleraine gestaag gegroeid.

## Bezienswaardigheden
Aan de oostkant van de stad ligt het Mountsandel Forest, met het indrukwekkende Mount Sandel-fort, waarvan wordt beweerd dat er de oudste menselijke bewoning van Ierland te vinden is. Er zijn houten huizen uit ongeveer 7000 v.Chr. blootgelegd.
Coleraine dient verder voornamelijk als uitvalsbasis voor de Giant's Causeway, de distilleerderij te Bushmills en de kustplaatsen Portrush en Portstewart.

## Stations
In Coleraine liggen de spoorwegstations Coleraine en University.

## Sport
Coleraine FC, de plaatselijke voetbalclub, is eenmaal kampioen van Noord-Ierland geworden (1974) en vijfvoudig bekerwinnaar (1965, 1972, 1975, 1977, 2003).

## Geboren
- Pat McAuley (1944-1984), rockmuzikant
- Jackie McAuley (1946), rock- en folkmuzikant
- Michelle Fairley (1964), actrice
- Jenna McCorkell (1986), kunstschaatsster

## Overleden
- Tom Herron (1948-1979), motorcoureur

Arghadowey · Ballykelly · Ballymaguigan · Ballyronan · Bellagy · Castledawson · Coleraine · Derry · Draperstown · Dumananagh · Dungiven · Eglinton · Feeny · Garvagh · Kilrea · Lavey · Limavady · Maghera · Magherafelt · Moneymore · Portstewart · Traad · Upperlands